# 美國電影音效剪輯師協會
美國電影音效剪輯師協會（英語：Motion Picture Sound Editors，簡稱「M.P.S.E.」）由電影音效剪輯師美國榮譽學會於1953年成立。協會宗旨是教育其他人提高對音效剪輯師的認可、展示原聲音樂的藝術價值以及改善成員的專業關係。協會不應跟像国际剧场员工联盟等工會搞混。現任主席是馬克·蘭薩。
MPSE的活躍成員的名字通常會出現在電影工作人員職稱，並在後面加上「MPSE」。

## 會員要求
入會申請需要符合以下資格：
- 擔當以下任一工作超過三年：
  - 聲音剪輯師
  - 聲音設計師
  - 旁白剪輯師
  - 同步對白錄音剪輯師
  - 音效剪輯師
  - 擬聲音效師
  - 音樂剪輯師
- 兩名活躍MPSE成員的推薦
- 一封活躍MPSE成員的推薦信

## 外部連結
- MPSE.org
- 舊的MPSE網站